# Station Dieppe
Station Dieppe is een spoorwegstation aan de spoorlijnen Saint-Denis - Dieppe en Malaunay-Le Houlme - Dieppe. Het ligt in de Franse gemeente Dieppe in het departement Seine-Maritime (Normandië).

## Geschiedenis
Het station werd op 1 augustus 1848 geopend bij de opening van de spoorlijn Malaunay-Le Houlme - Dieppe. Voor de opening van de kanaaltunnel had Dieppe ook nog het station Dieppe-Maritime, dat gebruikt werd door treinen tussen Frankrijk en Engeland.

## Ligging
Het station ligt op kilometerpunt 167,685 van de spoorlijn Malaunay-Le Houlme - Dieppe. Tot 1988 lag het station ook aan de spoorlijn Saint-Denis - Dieppe, die daarna gesloten werd.

## Diensten
Op het station stoppen treinen van TER Normandie, rijdende tussen Rouen-Rive-Droite en dit station. In het weekend en in vakanties rijden er ook Intercités-treinen tussen Paris Saint-Lazare en dit station, onderweg alleen stoppend in Rouen-Rive-Droite en Vernon - Giverny.